# Erna Postuma

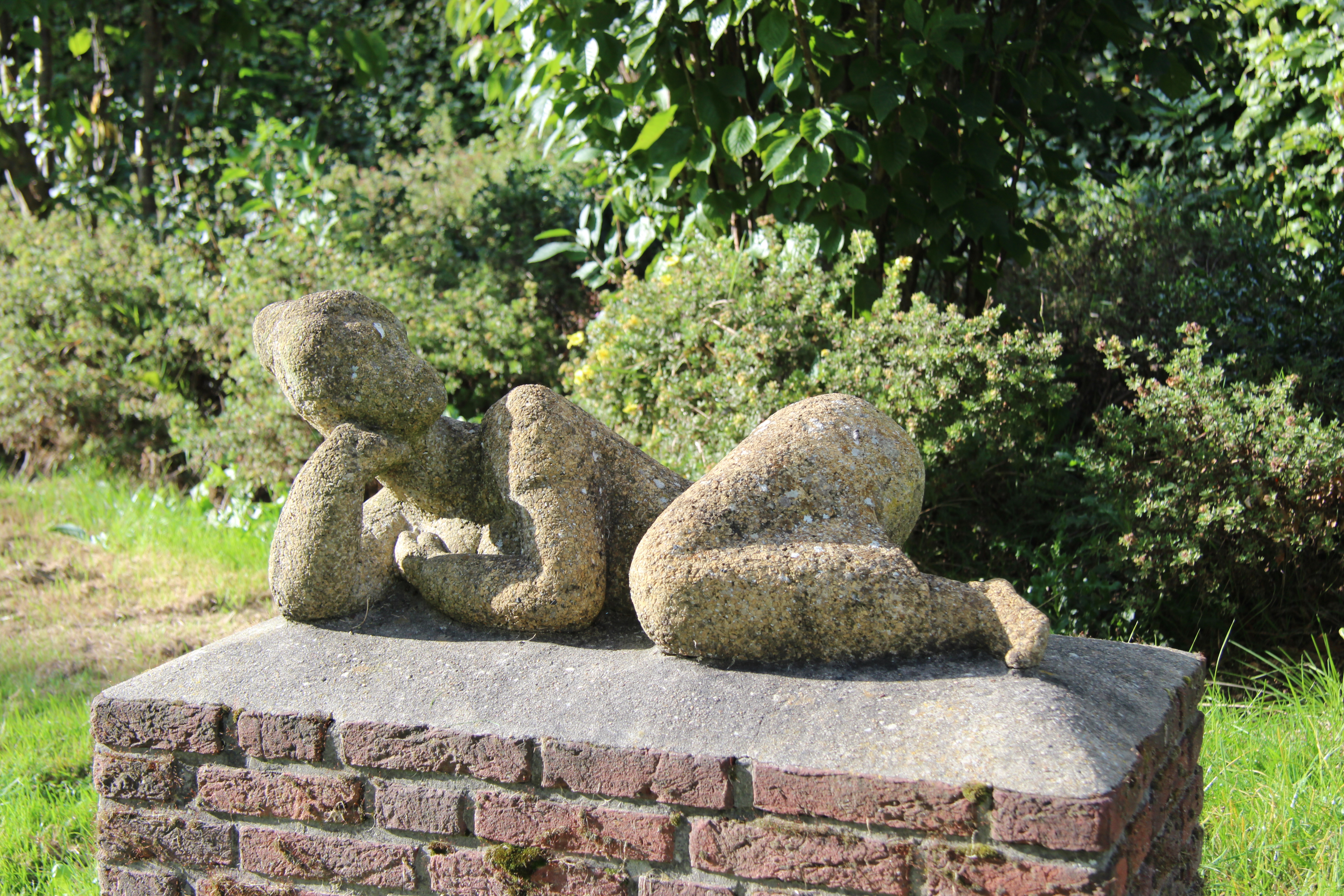
Liggende vrouw, Leiderdorp

Erna Jans Postuma (Bandung, 15 oktober 1930) was een Nederlands beeldhouwer.

## Leven en werk
Erna Postuma werd geboren in Bandung, in het toenmalig Nederlands-Indië. Ze studeerde aan de Academie van Beeldende Kunsten (1950-1955) in Den Haag, als leerling van Dirk Bus. Bij het afstuderen ontving ze de Essoprijs, een door Esso gesponsorde waarderings- en aanmoedigingsprijs van de academie. Postuma trouwde in 1957 met Roefie Hueting, milieueconoom en jazzmusicus.
De beeldhouwster maakte figuratieve dier- en figuurvoorstellingen en portretten in brons en terracotta en exposeerde meerdere malen. In de jaren 60 richtte ze met Rob Bleute de Zuid-Hollandse Beeldhouwersgroep op, daarnaast sloot ze zich aan bij de Vereniging Nederlandsche Kunstkring en omstreeks 1977 bij de Caroluskring.

## Enkele werken
- Liggende vrouw, Leiderdorp.
- Moeder en kind, gemeentehuis Waddinxveen.

- RKD-Nederlands Instituut voor Kunstgeschiedenis: 64477